# Makary (Pawlidis)
Makary, imię świeckie Pawlos Pawlidis (ur. 24 września 1937 w Janitsy) – grecki duchowny prawosławny w jurysdykcji Patriarchatu Konstantynopola, od 1985 biskup pomocniczy arcybiskupstwa Szwajcarii ze stolicą tytularną w Lampsakos.

## Życiorys
6 lutego 1961 przyjął święcenia diakonatu, a 19 maja 1963 prezbiteratu. 3 listopada 1985 otrzymał chirotonię biskupią.